# Paul Grunau

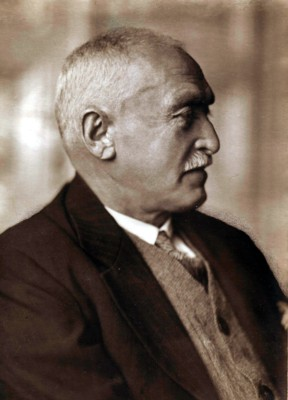
Paul Adolf Grunau

Paul Grunau (n. 26 ianuarie 1860 – d. 8 octombrie 1936) a fost unul din pionierii silviculturii din România, licențiat în științe silvice și profesor universitar.

## Familia și educația
S-a născut la moșia de la Vâlsănești a tatălui sau, Adolf Georg Grunau, prieten cu C.A. Rosetti și Ion C. Brătianu, medic curant al celor mai însemnate familii din București. Bunicul său, col. dr. Johann Georg Andreas von Grünau, născut în Germania, la Göttingen, a fost primul comandant al Spitalului Oștirii (între anii 1831-1838), Spitalul Militar Central de mai târziu.
Paul Grunau și-a făcut studiile liceale la Halle (Germania). După un stagiu militar în țară, a urmat Academia Silvică din Tharandt (fondată de Heinrich Cotta in 1811) pe care a absolvit-o în anul 1887 cu o teza de doctorat.

## Cariera
In primii ani a lucrat ca șef de ocol la Râșca și ca atașat al Circumscripției Sinaia-București.
Impreună cu Theodor Pietraru a fondat Școala Superioară de Silvicultură de la Brănești (1894). În anul 1895 a fost atașat al Convenției Forestiere de la Chambery (Franța).
Este director al Școlii de la Brănești între anii 1895-1907. În urma demersurilor făcute către Ministerul de Domenii, obține trecerea pădurii Pustnicu (624 ha) în administrarea școlii, pentru activități practice (1902). 
Între anii 1907-1933 a fost referent al Consiliului Tehnic al Pădurilor și șef de serviciu al plantațiunilor în Direcția Tehnică a Administrației Forestiere a Statului.
Începând cu anul 1896 este conferențiar și mai apoi profesor la Școala de la Brănești, iar între anii 1923-1933 este profesor la Școala Politehnică din București și șef de catedră. A predat de-a lungul anilor materiile: silvicultură, drept și protecția pădurilor, economie politică teoretică și aplicată, administrație forestieră și politică forestieră. A pledat pentru o silvicultură modernă, de inspirație vestică, dar adaptată specificului local.
Publică Prescripțiunea în materie forestieră (1901), Necesitatea modificărei dispozițiunilor penale ale codului silvic (1902), Proiect de cod silvic cu o expunere de motive (1903), Istoricul învățământului silvic în România (1906), Curs de politică forestieră (1929). 
A tradus ediția germană a Manualului Silvic, publicat în anii 1911 (Botanica forestieră) și 1912 (Zoologia forestieră).
Intre anii 1897-1936 a scris articole de specialitate în Revista Pădurilor și în Viața Forestieră.
A murit în anul 1936, fiind incinerat la Crematoriul Cenușa din capitală.